# Mark V
A Mark V a Brit Szárazföldi Erők harckocsija volt az első világháború során. Négy különböző változatot fejlesztettek ki.

## Mark V

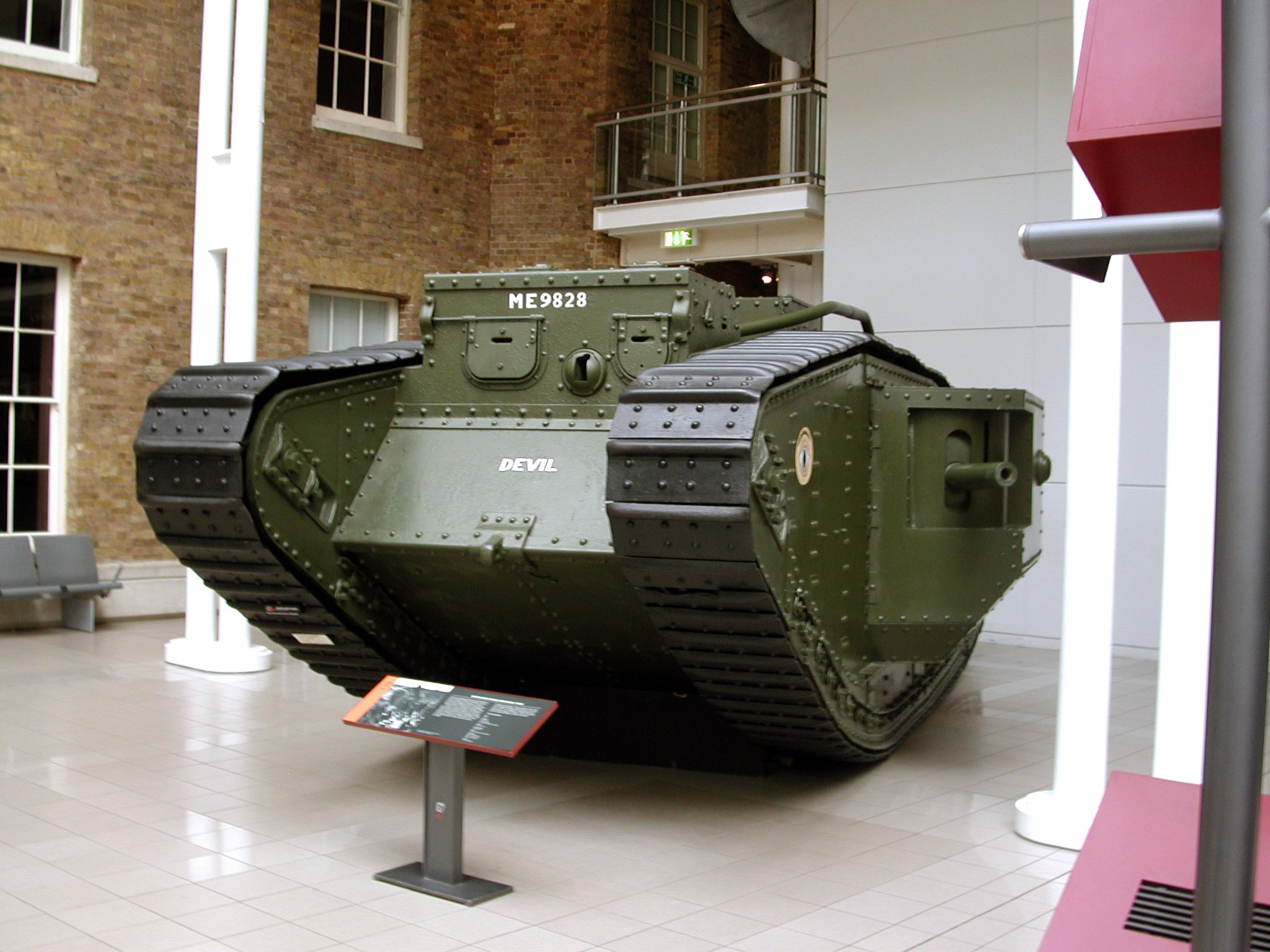
Mark V a duxfordi Imperial War Museum kiállításán

A Mark V teljesen új konstrukciónak számított. Az első példány 1917 decemberében készült el, új meghajtással és erőátviteli rendszerrel szerelték fel, kialakításában a Mark IV átalakított változata. Új erőforrást, egy hathengeres Ricardo motort kapott. Ezt úgy alakították ki, hogy csökkentse a harckocsi gázképzését és nagyobb hajtóerő leadására legyen képes, ami jelen esetben 150 lóerőt jelentett. Átalakítottak a kormányzást, így a jármű vezetéséhez már csak egy ember szükségeltetett, míg a korábbi típusoknál négy fő volt szükséges az irányításhoz. A kis ívű kanyarokhoz ezentúl a kisegítő kerekek sem kellettek, ezért azokat végleg elhagyták. A kerekek másik funkcióját (árokáthidalás) egyes példányoknál hídvetővel oldották meg. A harckocsitest elején kis figyelőtornyot alakítottak ki. Négyszáz darabot gyártottak, 200 Male és 200 Female változatot. Mindegyiket ellátták ágyúval is, ezért ezt nevezték hermafrodita, vagy Mark V Composite változatnak is.

## Mark V*

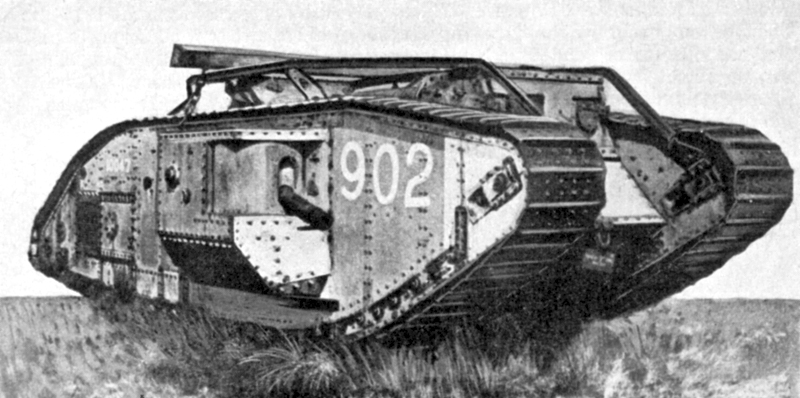
Egy Mark V* tetején az önvontatáshoz használt cölöppel

Sir William Tritton 1917-ben olyan „ebihal farokkal” (Tadpole Tail), azaz megnyújtott hátsó résszel kialakított harckocsi kialakítását javasolta, ami képes a 3,5 méter széles árkok áthidalására is, mivel a Hindenburg-vonalat is ilyen árkokkal alakították ki. A javaslat hallatán Philip Johnson őrnagy a központi harckocsi ellátó részleg (Central Tank Corps Workshops) vezetője mérlegelve az elvárásokat, teljesen új harckocsi test megalkotását javasolta. A Mark IV harckocsit félbevágták, majd 6 láb hosszan megnövelték a testet a toronynál. A jármű súlya 33 tonnára növekedett, ekkor kapta a 225 LE-s motort. Összesen 645 darabot gyártottak ebből a változatból.
Méretei ekkor:
- Hossz: 9,877 m
- Szélesség: 3,95 m
- Magasság: 2,63 m

A harckocsit úgy alakították ki, hogy akár egy katonai alakulatot is szállíthatott, így tekinthetünk rá úgy is mint az első páncélozott szállító harcjármű.

## Mark V**

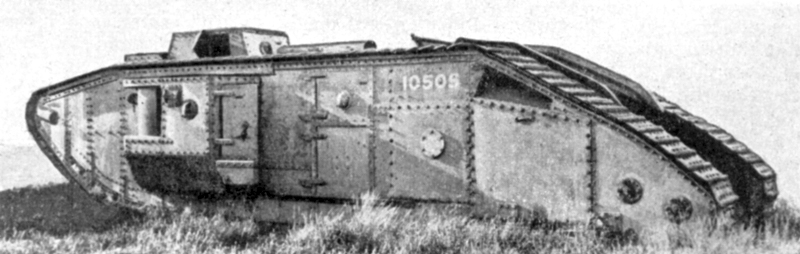

Mivel a Mark V*-nél megnövelt hossz miatt, a hossz–szélesség arány felborult, 1918 májusában Walter Gordon Wilson őrnagy újra áttervezte a harckocsit. Megváltozott a vezetőfülke kialakítása, egy tetőkabinnal elválasztották a lövészt. 197 darabot gyártottak belőle.

## Mark V***

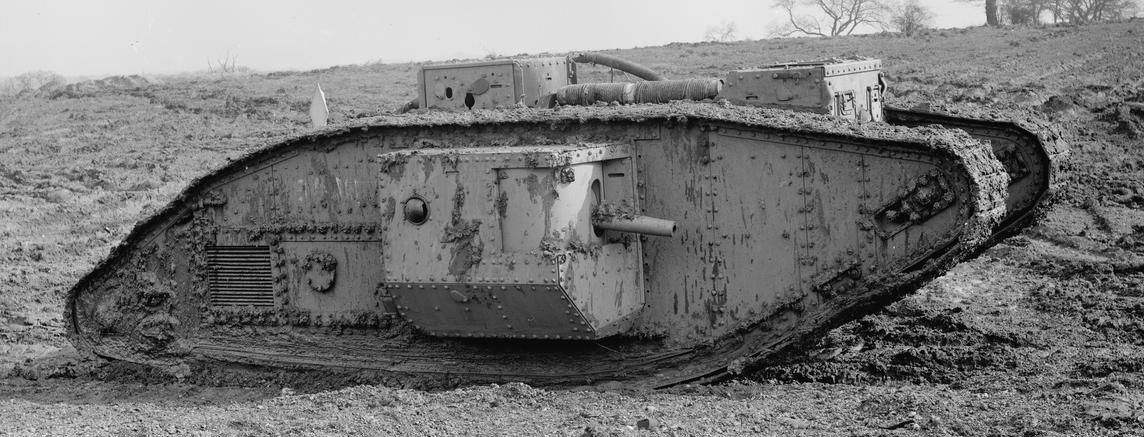
Mark V male

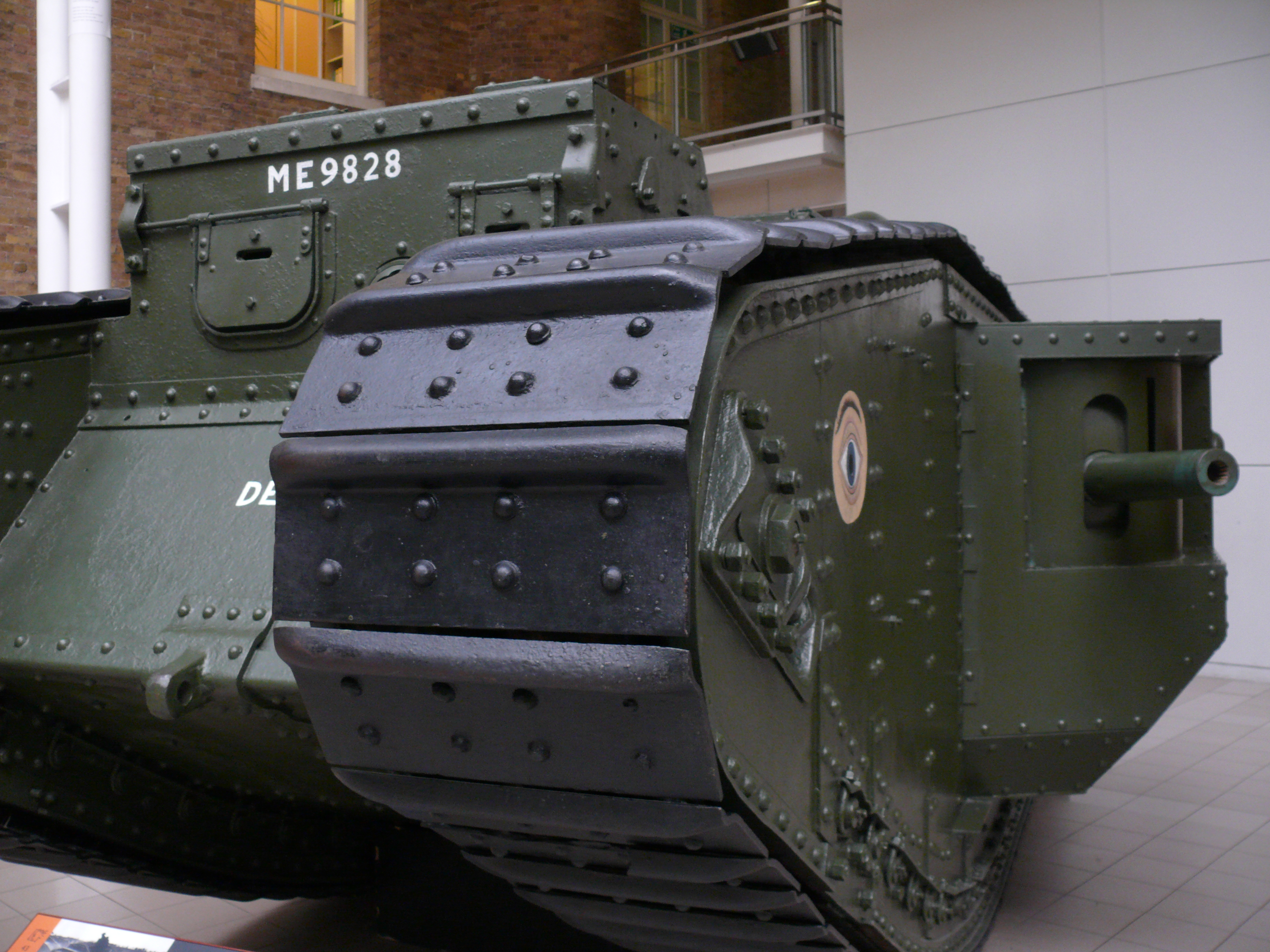
Mark V harckocsi lánctalpai

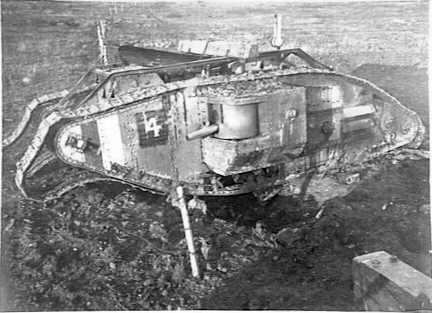
Aknára futott Mark V 1918-ban

Csak tervezett verzió, 1919-re kezdték volna gyártani, számos módosítással.

## Egyéb adatok
- Mászóképesség: 40-45°
- Üzemanyagtartály: 900 l
- Árokáthidaló képesség: 4,5 m (hídvetős változat: 7,5 m)